# Chir
Chir (em árabe: شير) é uma cidade localizada na província de Batna, no noroeste da Argélia. Sua população era de 5 478 habitantes, em 2008.